# Joy Fielding
Pour les articles homonymes, voir Fielding.
Œuvres principales
Dis au revoir à Maman (Kiss Mommy Goodbye, 1981)
La Femme piégée (The Other Woman, 1983)
Qu'est-ce qui fait courir Jane ? (See Jane Run, 1991)
Joy Fielding est une romancière canadienne, née sous le nom de Joy Tepperman, le 18 mars 1945 à Toronto, Ontario.

## Biographie
Auteur précoce, Joy Fielding soumet sa première nouvelle à un magazine à l'âge de huit ans. À la fin de ses études de lettres anglaises à l'Université de Toronto, elle exerce divers emplois et joue dans une vingtaine de pièces de théâtre. Sous le nom de Joy Tepperman, elle tient le rôle de Bev dans le film Winter Kept Us Warm (1965) et celui d’Ann Cade dans Waco (1968), un épisode du feuilleton télévisuel Gunsmoke. Mais elle abandonne vite l'idée d'une carrière d’actrice préférant se lancer dans l'écriture de thrillers psychologiques et de romans sentimentaux.
Avec une dizaine de romans, Joy Fielding a su imposer, aux détours des années 1990, un ton singulièrement neuf, une authentique voix féminine.
Elle vit entre Toronto et Palm Beach en Floride.

## Œuvre de l'auteur
« En général, je situe mes livres dans les grandes villes américaines, dont certaines que je connais, comme celles en Floride, et d'autres que j'apprends à connaître à travers des visites occasionnelles - comme Boston et Chicago. Le paysage américain semble mieux convenir pour mes thèmes de l'aliénation urbaine et la perte d'identité ».
Les trois premiers romans de Joy Fielding The Best of Friends (1972), The Transformation (1976) et Trance (1979) restent inédits en France. Elle est traduite à partir de son quatrième titre, Dis au revoir à Maman (Kiss Mommy Goodbye, 1981). Cette histoire d'un divorce et de la lutte des ex-conjoints pour la garde des enfants, connaît un certain succès.
Avec La Femme piégée (The Other Woman, 1983), Joy Fielding élargit sa vision des problèmes féminins.
Son sixième roman, La Vie déchirée (Life Penalty, 1984), nous entraîne dans le calvaire que vit la mère d'une petite fille violée et étranglée. En voulant retrouver l'assassin, elle se lance dans une quête pathétique qui l'isole de sa famille. 
Avec Le Dernier été de Joanne Hunter (The Deep End, 1986), qui met en scène une femme victime de harcèlements téléphoniques, Joy Fielding utilise un ressort dramatique qu'elle exploitera de nombreuses fois par la suite, à savoir le sentiment de persécution de ses héroïnes.
Proposant une variation sur un thème éprouvé, Qu'est-ce qui fait courir Jane ? (See Jane Run, 1991) raconte l'odyssée d'une femme amnésique qui se bat contre l'angoisse de l'inconnu (recueillie par son mari, elle a l'impression d'être tenue prisonnière dans sa maison).
Dans Ne me racontez pas d'histoires (Tell Me No Secrets, 1993), une jeune avocate ayant réussi à faire poursuivre un homme pour viol et meurtre, ne sait plus si les menaces qui l'entourent sont réelles ou imaginaires, tandis que dans Vies éclatées (Missing Pieces, 1997) Joy Fielding démonte les manipulations mentales auxquelles se livre un tueur en série pour fasciner ses victimes.
Paru en 2001, Grande avenue présente l'histoire de quatre femmes qui, pendant une vingtaine d'années, ont entretenu une amitié solide à travers mariages et maternités. Le meurtre de l'une d'elles par sa propre fille va révéler l'ampleur des blessures que ces femmes portent en elles. 
Dans son roman suivant, Jardin secret (Whispers and Lies, 2002), Joy Fielding choisit de faire du comportement intrusif et inquiétant d'une locataire, le révélateur de la personnalité de son héroïne, une femme célibataire en apparence lisse et qui loue un petit cottage au fond de son jardin.
Sans nouvelle de toi est inspiré de l'affaire Maddie (2003). Laissant leurs deux filles endormies dans la chambre d'hôtel, un couple fête son anniversaire de mariage au restaurant. La cadette est enlevée, la mère suspectée. 15 ans plus tard, elle reçoit l'appel d'une jeune fille qui croit se reconnaître sur le portrait-robot.
En dehors de ses thrillers, Joy Fielding a publié trois romans sentimentaux : Les Amours déchirées (Good Intentions, 1989), Ne pleure plus (Don't Cry Now, 1995) et Ne compte pas les heures (The First Time, 2000).

### Romans
- The Best of Friends (New York: Putnam, 1972)
  - Inédit en France.
- The Transformation (Chicago, Ill. : Playboy Press, 1976)
  - Inédit en France. Roman mettant en scène trois femmes complètement différentes réunies par circonstances - et chacune impliquée dans un meurtre rituel.
- Trance (Chicago, Ill. : Playboy Press, 1977)
  - Inédit en France.
- Kiss Mommy Goodbye (Toronto : Doubleday, 1981)
  - Dis au revoir à Maman / trad. Inès Heugel, Presses de la Renaissance, 1981. Rééd. Unidé « Club de chez nous », 1982 ; J’ai lu n° 1276, 1982 ; J’ai lu « Roman » n° 1276, 1995.
- The Other Woman (Toronto : Doubleday, 1983)
  - La Femme piégée / trad. Michel Deutsch, J'ai lu « Flamme », 1983. Rééd. J’ai lu « Roman » n° 1750, 1984, 1997.
- Life Penalty (Toronto : Doubleday, 1984)
  - La Vie déchirée / trad. Eve Dayre, Worldwide Library « Top Seller », 1985. Rééd. Carrère-Paraitre, 1987.
- The Deep End (Toronto : Doubleday, 1986)
  - Le Dernier Été de Joanne Hunter / trad. Marie-Pierre Pettitt, J'ai lu « Roman féminin » no 2586, 1998. Rééd. Laffont Canada, 1989 ; J’ai lu « Roman » n° 2586, 1989 ; J’ai lu « Roman féminin » n° 2586, 1997.
- Good Intentions (Toronto : Doubleday, 1989)
  - Les Amours déchirées, / trad. Catherine Ego, J'ai lu « Amour et destin » no 3545, 1993. Rééd. J’ai lu « Amour et destin » n° 3545, 1993, 1999 (édition spéciale).
- See Jane Run (New York : William Morrow & Co, 1991. Toronto : Stoddart, 1991)
  - Qu'est-ce qui fait courir Jane ? / trad. Elisabeth Galloy, Jean-Claude Lattès « Suspense & Cie », 1992. Rééd. France loisirs, 1993 ; Extrait (chap. 1), dans Les Suspenses de Suspense & Cie, Jean-Claude Lattès « Suspense & Cie », 1994 ; LGF « Le Livre de Poche Thrillers » n° 7627, 1994 ; Signa, 1995 ; Michel Lafon Canada, 2020 ; Michel Lafon Poche, 2022.
- Tell Me No Secrets (New York : William Morrow & Co, 1993)
  - Ne me racontez pas d'histoires / trad. Elisabeth Galloy, Jean-Claude Lattès « Suspense & Cie », 1993 ; Extrait (chap. 1), dans Les Suspenses de Suspense & Cie, Jean-Claude Lattès « Suspense & Cie », 1994 ; condensé dans Sélection du Reader’s digest « Sélection du livre » n° 190, 1994 ; rééd. France loisirs, 1995 ; LGF « Le Livre de Poche Thrillers » n° 7658, 1995.
- Don't Cry Now (New York : William Morrow & Co, 1995)
  - Ne pleure plus / trad. Elisabeth Chaussin, Fixot, 1996. Rééd. le Grand Livre du Mois, 1996 ; France loisirs, 1997 ; Pocket « Pocket Thrillers » n° 10177, 1997 ; Éd. de la Seine « Succès du livre », 2001.
- Missing Pieces (Toronto : Doubleday, 1997)
  - Vies éclatées / trad. Christine Bouchareine, France loisirs, 1997. Rééd. Robert Laffont « Best-sellers », 1998 ; VDB, 1999 ; Pocket « Pocket Thrillers » n° 10905, 2000.
- The First Time (Toronto : Doubleday, 2000)
  - Ne compte pas les heures / trad. Christine Bouchareine, France loisirs, 2001, France loisirs, 2001. Rééd. Robert Laffont « Best-sellers », 2002 ; le Grand Livre du Mois, 2002 ; VDB, 2003 ; Éd. de la Seine « Succès du livre. Passion », 2005.
- Grand Avenue (Toronto : Doubleday, 2001)
  - Grande Avenue / trad. Christine Bouchareine, Robert Laffont « Best-sellers », 2003. Rééd. le Grand Livre du Mois, 2003 ; VDB, 2004 ; France loisirs, 2004 ; Pocket n° 12278, 2005 ; Éd. de la Seine « Succès du livre. Roman », 2005.
- Whispers and Lies (Toronto : Doubleday, 2002)
  - Intrusions / trad. Christine Bouchareine, France loisirs, 2003. Rééd. sous le nouveau titre Jardin secret, Robert Laffont « Best-Sellers », 2004 ; le Grand Livre du Mois, 2004 ; Éd. de la Seine « Succès du livre. Suspense », 2006.
- Lost (Toronto : Doubleday, 2003)
  - Lost, trad. Christine Bouchareine, Robert Laffont « Best-Sellers », 2006. Rééd. Libra diffusio, 2007.
- Puppet (Toronto : Doubleday, 2005)
  - Si tu reviens… /  trad. Christine Bouchareine, France loisirs, 2006. Rééd. Robert Laffont « Best-Sellers », 2008 ; Libra diffusio, 2009.
- Mad River Road (Toronto : Doubleday, 2006)
  - Rue des mensonges / trad. Christine Bouchareine, France loisirs, 2007. Rééd. Robert Laffont « Best-Sellers », 2008 ; le Grand Livre du Mois, 2008 ; VDB, 2009 ; Pocket n° 14074, 2010.
- Heartstopper (Toronto : Doubleday, 2007)
  - Inédit en France.
- Charley's Web (Toronto : Doubleday, 2008)
  - Inédit en France.
- Still Life (Toronto : Doubleday, 2009)
  - Inédit en France.
- The Wild Zone (Toronto : Doubleday, 2010)
  - Inédit en France.
- Now You See Her (Toronto : Doubleday, 2011)
  - Inédit en France.
- Shadow Creek (Toronto : Doubleday, 2012)
  - Inédit en France.
- Someone is watching (Toronto : Doubleday, 2015)
  - Dis moi que tu m'aimes / trad. Anna Souillac et Jean-Sébastien Luciani. Michel Lafon, 2015. Rééd. Le Grand Livre du Mois, 2016 ; France Loisirs, 2016 ; Michel Lafon Poche, 2018.
- She's not there (Toronto : Doubleday, 2016)
  - Sans nouvelles de toi / trad. Jean-Sébastien Luciani. Michel Lafon, 2017. Rééd. Le Grand Livre du Mois, 2017 ; Ookilus « Corps 16 Suspense », 2018 ; Michel Lafon Poche, 2019  (ISBN 979-10-224-0283-5).
- The Bad Daughter (New York : Ballantine Books, 2018)
  - Si tu t'éloignes de moi / trad. Jean-Sébastien Luciani. Michel Lafon, 2018  (ISBN 978-2-7499-3131-9). Rééd. Michel Lafon Poche, 2020  (ISBN 979-10-224-0391-7)
- All the Wrong Places (New York : Ballantine Books, 2019)
  - Blind date / trad. Jean-Sébastien Luciani. Michel Lafon, 2020  (ISBN 978-2-7499-4140-0).
- Cul-De-Sac (New York : Ballantine Books, 2021)
  - Sans issue / trad. Matthieu Farcot. Michel Lafon, 2022  (ISBN 978-2-7499-4645-0)
- The Housekeeper (Toronto : Doubleday Canada, 2022)
  - La Gouvernante / trad. Matthieu Farcot. Michel Lafon, 2022  (ISBN 978-2-7499-5227-7)
- Jenny Cooper Has a Secret (2025)

### Nouvelles
- Home Invasion (Edmonton : Grass Roots Press, 2011)

Inédit en France.

## Filmographie

### En qualité d'actrice
- 1965 : Winter Kept Us Warm, film américain réalisé par David Secter.
- 1968 : Waco (épisode 11 saison 14) de la série TV Gunsmoke, réalisé par Robert Totten.

### En qualité d'auteur adapté
- 1995 : La Mémoire volée (See Jane Run), téléfilm américain réalisé par John Tiffin Patterson, avec Joanna Kerns, John Shea, Katy Boyer, d'après le roman Qu'est-ce qui fait courir Jane ?
- 1997 : Le Secret d'une passion (Tell Me No Secrets), téléfilm américain réalisé par Bobby Roth, d'après le roman Ne me racontez pas d'histoires.
- 1998 : Menaces (Joy Fieldings Mörderischer Sommer, The Deep End), téléfilm allemand réalisé par Sigi Rothemund, d'après le roman Le Dernier été de Joanne Hunter.
- 2007 : Intime Danger (Don't Cry Now), téléfilm canadien réalisé par Jason Priestley, d'après le roman Ne pleure plus.
- 2008 : Je veux votre mari ! (The Other Woman), téléfilm canadien réalisé par Jason Priestley, d'après le roman La Femme piégée.